# John Chadwick
John Chadwick (ur. 21 maja 1920 w Surrey, zm. 24 listopada 1998) – brytyjski lingwista i filolog klasyczny, wraz z Michaelem Ventrisem odczytał w 1952 roku mykeńskie pismo linearne B.

## Życiorys
W 1939 roku rozpoczął studia na Uniwersytecie Cambridge w kolegium Corpus Christi, jednak w 1940 przerwał naukę i zaciągnął się jako ochotnik do Królewskiej Marynarki Wojennej, gdzie służył przez dwa lata na HMS „Coventry”. 
W 1942 został przeniesiony do jednostki wywiadowczej w Aleksandrii w Egipcie. Tam szybko awansował do stopnia podporucznika marynarki, a po dwóch latach trafił do Bletchley Park, siedziby zespołu brytyjskich kryptologów. Pomimo nieznajomości języka włoskiego, opierając się na znajomości łaciny, zajmował się deszyfrowaniem wiadomości przesyłanych z okrętów włoskich. 
Następnie przeszedł błyskawiczny kurs języka japońskiego i został skierowany do pracy nad odczytywaniem zakodowanych wiadomości japońskich. 
Biegłość w technikach kryptologicznych, połączona z wiedzą filologiczną, umożliwiła mu kilka lat później aktywny udział w odczytaniu pisma linearnego B. Chadwick interesował się tym zagadnieniem już podczas wznowionych po wojnie studiów, jednak ze względu na zbyt małą ilość danych w dostępnych wówczas materiałach postanowił wrócić do problemu później, kiedy zostanie opublikowana większa liczba odnalezionych tabliczek.
Po ukończeniu studiów Chadwick dołączył do grona redaktorów nowego wydania słownika Oxford Latin Dictionary. 
W 1947 poślubił Joan Hill, a w 1954 urodził im się syn Anthony. 
W 1950 Chadwick, wspólnie z W.N. Mannem, opublikował tłumaczenie oryginalnych tekstów Hippokratesa (The Medical Works of Hippocrates), a w 1952 otrzymał stanowisko wykładowcy filologii klasycznej w Cambridge.

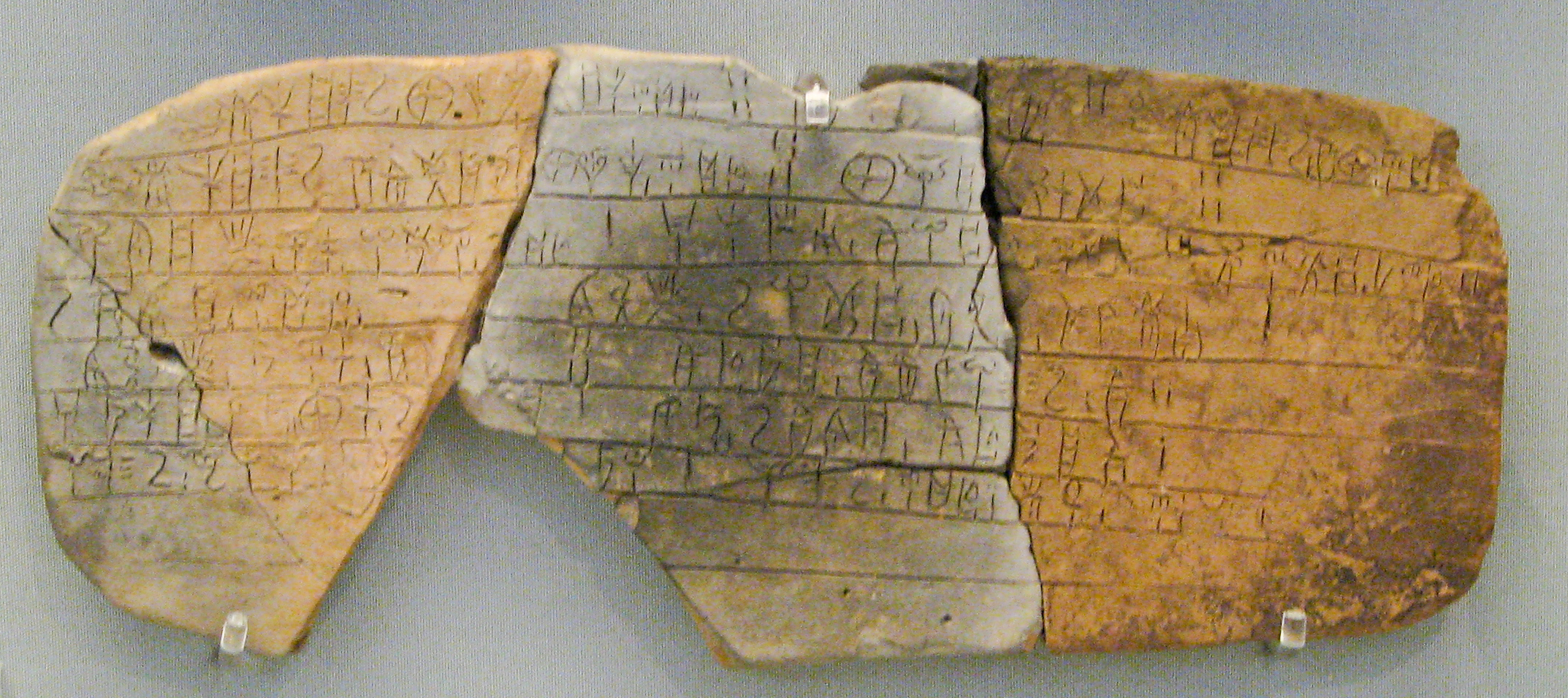
Tabliczka z pismem linearnym B

W 1951 opublikowane zostały tabliczki odnalezione w 1939 w Pylos, co umożliwiło przełom w badaniach nad odczytaniem pisma linearnego B. Młody architekt Michael Ventris obdarzony wyjątkowym talentem językowym i zafascynowany od dziecka problemem pisma kreteńskiego doszedł do wniosku, że – wbrew opinii większości ówczesnych naukowców – język zapisany w inskrypcjach to archaiczny dialekt języka greckiego. 
W lipcu 1952 po wysłuchaniu audycji radiowej z udziałem Ventrisa Chadwick nawiązał z nim kontakt proponując współpracę. Przez cztery lata pracowali wspólnie nad odczytaniem pisma i udowodnieniem, że zapisywano w nim teksty po grecku. Choć Chadwick w późniejszych relacjach zwykł umniejszać swoją rolę to właśnie jego znajomość greckiego i wiedza o historii języka umożliwiły dostrzeżenie, że niektóre nieprzypominające klasycznej greki słowa, to archaiczne formy, które można było logicznie wytłumaczyć mechanizmami ewolucji języka. 
W 1953 w „Journal of Hellenic Studies” opublikowano artykuł Ventrisa i Chadwicka, prezentujący ich przełomowe tezy. Jeszcze przed publikacją prof. Blegen prowadzący wykopaliska w Pylos poinformował autorów, że nowo odnalezione tabliczki potwierdzają ich teorię. 
Ventris i Chadwick nadal intensywnie pracowali nad rozwojem teorii, dyskutowali, korespondowali z ekspertami, wygłaszali wykłady, odbyli również podróże do Grecji, by porównać kopie i fotografie tabliczek z oryginałami. Prace nad książką Documents in Mycenaean Greek ukończyli w czerwcu 1955 (z tej okazji Chadwick wysłał do Ventrisa krótki list w języku naśladującym dialekt mykeński, zapisany pismem linearnym B). Książka, poza szczegółowym wykładem nowej teorii, zawierała słownik 630 odczytanych wyrazów mykeńskich oraz wybór imion własnych. Odczytanie pisma wywołało ożywienie badań nad cywilizacją mykeńską. W krótkim czasie powstały liczne artykuły i książki oraz pojawiły się nowe inicjatywy naukowe, wśród których warto wymienić zwłaszcza międzynarodowe kolokwia mykeńskie, zorganizowane po raz pierwszy w 1956 w Gif-sur-Yvette niedaleko Paryża. Mykenologia została uznana za odrębną dyscyplinę nauki.
W październiku 1956 Michael Ventris zginął w wypadku samochodowym. Książka Documents in Mycenaean Greek ukazała się kilka tygodni po jego śmierci. Tragiczna śmierć przyjaciela była wielkim ciosem dla Chadwicka.
Chadwick stał się centralną postacią rozwijających się badań mykenologicznych. W 1973 przygotował drugie wydanie Documents in Mycenaean Greek, opublikował też dwie książki popularyzatorskie i szereg artykułów. Wspierał wielu młodych badaczy kultury mykeńskiej, którzy zostali później wiodącymi ekspertami na tym polu. Jednak naukowe zainteresowania Chadwicka wykraczały znacznie poza zagadnienia związane z mykenologią. Zajmował się różnymi zagadnieniami z zakresu greckiej dialektologii, uczestniczył w pracach leksykograficznych (m.in. prace nad suplementem do słownika Liddell Scott Jones Greek Lexicon oraz leksykonem łaciny używanej przez Emanuela Swedenborga), wykładał różne przedmioty filologiczne. Również po przejściu na emeryturę w 1984 pozostał aktywny naukowo, bywał regularnie na uczelni, pisał książki i artykuły, a także  korespondował z uczonymi z całego świata. 
W 1967 Chadwick został członkiem Akademii Brytyjskiej. W 1997 rzymska Accademia Nazionale dei Lincei przyznała mu międzynarodową nagrodę Antonio Feltrinelli. Chadwick przekazał nagrodę macierzystej uczelni, co umożliwiło stworzenie funduszu grantowego John Chadwick Greek and Latin Research Fund.
John Chadwick zmarł 24 listopada 1998 w wieku 78 lat na atak serca na stacji Royston w drodze na spotkanie w Londynie.

## Ważniejsze publikacje
- Ventris, Michael; Chadwick, John. Evidence for Greek Dialect in the Mycenaean Archives. „The Journal of Hellenic Studies”. 73, s. 84–103, 1953. DOI: 10.2307/628239. JSTOR: 628239.
- Ventris, Michael; Chadwick, John: Documents in Mycenaean Greek. Cambridge University Press, 1956. ISBN 0-521-08558-6. Brak numerów stron w książce
- Chadwick, John: The Decipherment of Linear B. Cambridge University Press, 1958. ISBN 0-521-39830-4. Brak numerów stron w książce wydanie polskie: John Chadwick: Odczytanie pisma linearnego B. PWN, 1964, seria: Omega. Brak numerów stron w książce
- Chadwick, John: The Mycenaean World. Cambridge University Press, 1976. ISBN 0-521-29037-6. Brak numerów stron w książce